# Break the Ice (Britney Spears)
Break the Ice è un singolo della cantante statunitense Britney Spears, pubblicato il 3 marzo 2008 come terzo estratto dal quinto album in studio Blackout.
Scritta da Nate "Danja" Hills, Marcella "Ms. Lago" Araica, Keri Hilson e James Washington, la canzone era stata prodotta per l'album The Original Doll, progetto programmato per un'uscita nel 2005 ma poi accantonato a causa della gravidanza della cantante.

## Descrizione
Spears ha collaborato con Hills, Araica, Hilson e Washington che hanno lavorato anche nel singolo che annunciava il suo ritorno Gimme More (2007). Il team di produzione ha lavorato la traccia quando la Spears era incinta del suo secondo bambino. Essi hanno arrangiato le voci nella casa della Spears di Beverly Hills, California, tre settimane prima che partorisse.
La canzone è stata registrata presso il Palms Casino Resort a Las Vegas, Nevada, sempre nel 2007. È stata infine mixata da Araica negli Studi di Registrazione Chalice di Los Angeles. In Italia il singolo è stato pubblicato più tardi, ad inizio luglio.
Una demo della canzone è trapelata su internet sotto il nome di Been a While, ma è più tardi apparsa con il suo titolo ufficiale nella lista tracce definitiva di Blackout.
Break the Ice è un brano energico orientato alla musica elettronica che dura tre minuti e sedici secondi. È strutturata secondo la comune forma verso-ritornello. L'introduzione parlata contiene un doppio significato. In essa, la Spears sussurra "It's been a while. I know I shouldn't have kept you waiting. But I'm here now" ("Ne è passato di tempo! So che non avrei dovuto farti aspettare. Ma ora sono qui") e ciò può essere considerata come una sorta di richiesta di perdono per essere stata lontana così a lungo tanto dall'industria musicale quanto dal suo amante nella canzone. Il testo parla di una ragazza che dice al ragazzo: "You're a little cold. Let me warm things up and break the ice" ("Sei un po' freddo. Permettimi di scaldare le cose e rompere il ghiaccio"). La voce della Spears quando canta in modo affannoso "Hot Hot Hot - ahh" nel ritornello è molto simile a quella del singolo precedente del 2001 I'm a Slave 4 U. La forte linea di tamburi predomina tutta la canzone la quale termina col ritornello ripetuto più un'improvvisazione della Spears.

## Accoglienza
La reazione della critica verso Break the Ice è stata positiva. Come per Gimme More e Piece of Me, la canzone ha raccolto recensioni entusiaste da parte dei critici musicali ed è stato uno dei brani più raccomandati dell'album. Kelefa Sanneh del The New York Times l'ha descritta come "rave-inspired flirtation". Stephen Thomas Erlewine di All Music Guide si è riferito alla canzone come una "stuttering electro-clip". Darryl Sterdan ha fatto notare nel sito canadese Jamcanoe.ca: "......she [Spears] brought a choir and one of Madonna's old synth-pop leftovers with her". Il pezzo in cui la cantante dice "I like this part" è stata descritta da Tom Ewing di Pitchfork il quale dice che "sounds like spacehoppers bouncing is slow motion round in a padded cell" e conclude dicendo che è la "traccia più individuale di Britney" e che "la sua costante arresa di identità da brano a brano capita come una tattica per rendere le canzoni individuali più disorientanti e emozionanti."

## Video musicale
Il video di Break the Ice è un cartone animato ed è prettamente ispirato a Toxic, un altro suo famosissimo video, su richiesta di Britney stessa.
Inizia con Spears in versione cartoon che deve arrivare a rubare una pozione tossica come agente segreto. S'introduce nell'edificio dove c'è la pozione (proprio come in Toxic, difatti) e supera le barriere ed i laser, dopodiché va dal capo dell'organizzazione che ha prodotto il tossico e lo seduce. Dopo scappa via con la fiala, inseguita intanto dagli uomini del boss, ma vi lancia contro un esplosivo, per cui tutto l'edificio esplode. Britney esce in tempo da una finestra, mentre il resto è scoppiato in fiamme. Il video termina con la scritta "To Be Continued".

## Tracce
European/UK 2-Track CD Single
1. "Break the Ice" — 3:16
2. "Everybody" — 3:16
3. "Break the Ice" [Official Music Video Directed by Robert Hales]

European Maxi Single
1. "Break the Ice" — 3:16
2. "Break the Ice" [Kaskade Remix] — 5:28
3. "Break the Ice" [Tracy Young Mix] — 6:32
4. "Break the Ice" [Tonal Remix] — 4:52
5. "Break the Ice" [Official Music Video Directed by Robert Hales]

U.S. Digital Remix EP
1. "Break the Ice" — 3:16
2. "Break the Ice" [Jason Nevins Rock Remix] — 3:16
3. "Break the Ice" [Kaskade Remix] — 5:28

Australian CD Single
1. "Break the Ice" — 3:16
2. "Break the Ice" [Instrumental] — 3:08
3. "Break the Ice" [Kaskade Remix] — 5:28
4. "Break the Ice" [Tracy Young Remix] — 3:42
5. "Break the Ice" [Official Music Video Directed by Robert Hales]

U.S. Promo Remix CD numero 1
1. "Break the Ice" [Jason Nevins Extended Club Mix] — 6:18
2. "Break the Ice" [Jason Nevins Dub] — 6:57
3. "Break the Ice" [Mike Rizzo Funk Generation Club Mix] — 6:43
4. "Break the Ice" [Mike Rizzo Funk Generation Dub] — 7:14
5. "Break the Ice" [Tracy Young Club Mix] — 8:50
6. "Break the Ice" [Tracy Young Dub] — 8:28

### Versioni ufficiali e remix
| - Album Version — 03:18 - Instrumental – 03:07 - Remix Version featuring Fabolous — 03:41 - Mike Rizzo Funk Generation Radio Edit — 03:47 - Mike Rizzo Funk Generation Club Mix — 06:43 - Mike Rizzo Funk Generation Dub — 07:14 - Jason Nevins Radio Edit — 03:11 - Jason Nevins Extended Club Mix — 06:18 - Jason Nevins Global Dub — 06:57 - Jason Nevins Rock Remix — 03:16 - Kaskade Radio Edit — 03:21 - Kaskade Remix — 05:28 - Tracy Young Radio Edit — 03:42 - Tracy Young Club Mix — 08:50 | - Tracy Young Mixshow — 06:32 - Tracy Young Dub — 08:28 - Doug Grayson Remix Edit — 04:10 - Doug Grayson Remix — 04:42 - Tonal Radio Mix — 03:53 - Tonal Club Mix — 04:52 - Soul Seekerz Radio Edit — 02:55 - Soul Seekerz Club Mix — 06:10 - Soul Seekerz Dirty Club Mix — 08:26 - Soul Seekerz Dirty Dub — 08:24 - Wideboys Radio Edit — 03:05 - Wideboys Club Mix — 05:47 - Wideboys Dub — 05:17 - Manon Dave Remix — 03:48 |

## Formazione
- Voce: Britney Spears
- Voci supplementari: Jim Beanz
- Produttore: Danja
- Registrazione: Marcella "Ms. Lago" Araica
- Assistente: Mark Gray
- Missaggio: Marcella Araica
- Programmatore supplementare: Marcella Araica
- Voci di sottofondo: Jim Beanz
- Voci di sottofondo supplementari: Keri Hilson
- Modifiche supplementari: Ron Taylor
- Coordinatori di produzione di Danjahandz Productions: David M. Ehrlich e Mike Evans

## Successo commerciale
Grazie alle alte vendite digitali la canzone ha raggiunto la 46ª posizione nella Billboard Pop 100 e la seconda posizione nella Bubbling Under Hot 100. Il singolo ha debuttato alla 100ª posizione nella Billboard Hot 100, fino a raggiungere alla numero 43,
mentre è entrata direttamente alla numero 79 nella classifica inglese, raggiungendo la 15ª posizione.

## Classifiche

### Classifiche settimanali
| Classifica (2008) | Posizione massima |
| ----------------- | ----------------- |
| Australia         | 23                |
| Austria           | 39                |
| Belgio (Fiandre)  | 7                 |
| Belgio (Vallonia) | 3                 |
| Canada            | 9                 |
| Danimarca         | 13                |
| Europa            | 31                |
| Finlandia         | 8                 |
| Germania          | 25                |
| Irlanda           | 7                 |
| Nuova Zelanda     | 24                |
| Paesi Bassi       | 61                |
| Polonia           | 7                 |
| Regno Unito       | 15                |
| Romania           | 17                |
| Russia            | 30                |
| Slovacchia        | 34                |
| Svezia            | 11                |
| Svizzera          | 63                |
| Stati Uniti       | 43                |
| Turchia           | 11                |

### Classifiche di fine anno
| Classifica (2008) | Posizione |
| ----------------- | --------- |
| Svezia            | 76        |

## Date di pubblicazione
| Paese                 | Data           | Formato                |
| --------------------- | -------------- | ---------------------- |
| Stati Uniti d'America | 3 marzo 2008   | Contemporary hit radio |
| Stati Uniti d'America | 28 marzo 2008  | Download digitale      |
| Regno Unito           | 14 aprile 2008 | CD                     |
| Germania              | 2 maggio 2008  | CD                     |
| Australia             | 10 maggio 2008 | CD                     |